# 黄庵站
黃庵站是合寧鐵路的車站，位於全椒站和巢北站之間，距離合肥站74km，距離南京站82km，為三等站，但被設計為會讓站，不辦理客運業務。